# Ribéral
Le Ribéral (Riberal en catalan) est une région naturelle des Pyrénées-Orientales. Elle est comprise entre les Aspres au sud et les premiers contreforts du Fenouillèdes côté nord. Le Ribéral appartient au territoire plus vaste de la comarque du Roussillon.

## Toponymie
Riberal, en catalan, signifie « arrosé », « irrigué ». Les « terres fertiles » par opposition aux Aspres, les « terres arides ».

## Description
Elle correspond à la vallée de la Têt entre Bouleternère et Baho.
Elle est limitée au nord par le belvédère de Força Réal et au sud par les Aspres ; à l'ouest elle laisse sa place au Conflent dès le col de Bouleternère passé, et à l'est elle s'arrête aux portes de Perpignan.
Il s'agit essentiellement de terres cultivables et cultivées. On y trouve principalement des vergers, mais aussi parfois du maraîchage. Les villages sont assez distants les uns des autres, ils ne sont séparés que par ces immenses champs arrosés par une multitude de canaux d'irrigation dont la plupart ont une origine moyenâgeuse.
La plupart des villages se trouvent le long de la Route nationale 116 (Millas, Ille-sur-Têt, Saint-Féliu-d'Amont), mais il en reste quelques autres un peu plus au Sud, dans les premières collines des Aspres.

## Patrimoine historique du Ribéral
- Le sommet de Força Réal, où un ancien château fort et une tour à signaux délimitaient l'ancienne frontière nord du Royaume de Majorque.
- Le site géologique des Orgues d'Ille-sur-Têt[2].

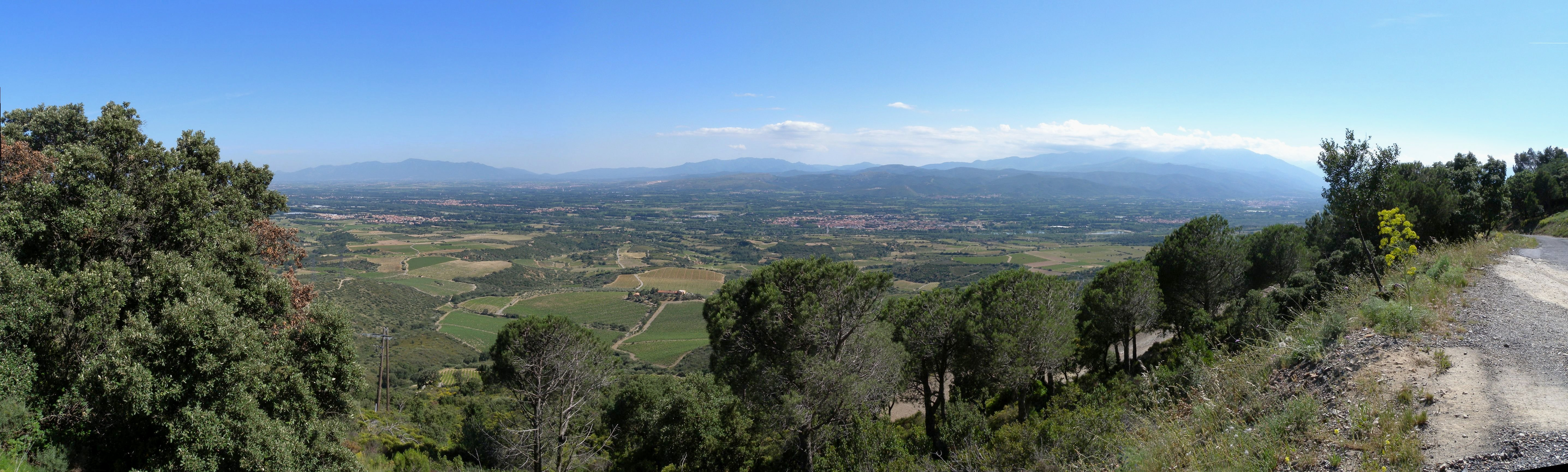
Vue depuis Força Réal vers le Canigou

- Ille-sur-Têt
  - Chapelle St Pierre del Bosc
  - Nostra Senyora de Vida
  - Remparts d'Ille-sur-Têt
  - Hospice d'Ille-sur-Têt
  - Sant Esteve del Pedreguet
  - St Maurice de Greulera
  - Église de la Rodona
  - Tour de l'Alexis, l'ancien château féodal d'Ille-sur-Têt